# Mr. White
Mr. White é uma personagem fictícia da franquia cinematográfica de James Bond, que aparece nos filmes Casino Royale (2006) e Quantum of Solace (2008). White é um agente do escalão superior da Quantum, uma organização terrorista internacional que age nas sombras, e substitui a agência de contra-espionagem soviética SMERSH, do livro original. No cinema ele é interpretado pelo ator dinamarquês Jesper Christensen.

## Nos filmes
Em Casino Royale, White é um misterioso integrante de uma poderosa organização desconhecida (no filme seguinte identificada como Quantum) que contata o investidor Le Chiffre, conhecido por administrar e aplicar recursos de diversas organizações terroristas, para que este invista o dinheiro de um de seus clientes, Steven Obanno, um dos lideres do ugandense Exército de Resistência do Senhor.
Ele faz o contato entre o africano e o banqueiro, para que este invista cerca de 100 milhões de dólares do ERS, mas Le Chiffre perde a fortuna depois de uma tentativa de atentado e sabotagem industrial frustrada por James Bond. Ele então planeja jogar no Casino Royale um milionária partida de pôquer para recuperar o dinheiro antes que White e Obanno descubram a perda dele.
Mas os dois descobrem e enquanto Obanno demonstra toda sua ira ameaçando matar Le Chiffre, sua amante e seus associados, Mr. White é mais pragmático e sua preocupação maior é com a reputação de sua organização, já que alguém contratado por ela traiu sua confiança. Com as notícias de que Bond matou Obanno e Le Chiffre foi à bancarrota no jogo contra 007, White parte para resgatar o dinheiro e matar Le Chiffre.
Mr. White mata o vilão num ancoradouro abandonado, e chantageia Vesper Lynd em troca da vida de Bond, para que ela retire o dinheiro de onde foi secretamente depositado e o devolva à Quantum. Ao final do filme, com o suicídio de Vesper, parece que White e o dinheiro devolvido por ela desapareceram, mas uma última mensagem dela para Bond descoberta em seu celular, coloca o espião novamente na pista do agente da Quantum. Ele é encontrado e ferido com um tiro por 007 na última cena de Casino Royale.
No filme seguinte, Quantum of Solace, a sequência de Casino Royale, o filme começa com Bond numa perseguição de automóvel pela estrada de Siena, na Itália, fugindo dos capangas da Quantum que querem resgatar Mr. White, capturado por Bond e colocado no porta-malas do carro. Bond consegue escapar e  entrega White para interrogatório do MI-6, com a presença de M.
No interrogatório, Mr. White lamenta que o suicídio de Vesper tenha impedido a Quantum de conseguir arregimentar James Bond para seu lado e desafia M dizendo que a sua organização tem elementos em todos os lugares, os mais inesperados. Neste ponto, um dos agentes do MI-6 presentes ao interrogatório puxa a arma e mata outro dos agentes que escoltavam M, fazendo Bond e sua chefe terem que se esconder para escapar dos tiros que se seguem. Bond persegue o agente traidor e o mata mas, na confusão, Mr. White escapa.
Mais tarde no filme, ele é visto por Bond numa ópera na Áustria com outros membros de alto escalão da Quantum. Bond fotografa os homens  e é notado por White, que se esconde no meio da multidão, depois que um tiroteio acontece no local. No fim do filme, mesmo com a morte de alguns dos líderes da Quantum, Mr. White continua desaparecido e à solta, assim como Ernst Stavro Blofeld e Jaws, três décadas antes, o que fez prever que a personagem pudesse reparecer num futuro filme da série.
Ele reaparece sete anos depois em 007 contra SPECTRE, onde inicialmente é mencionado como "Rei Pálido" e depois Moneypenny descobre que se trata de White e que ele está exilado nos Alpes, na Áustria. Bond o descobre numa cabana decrépita, sentado no sótão, numa sala cheia de câmeras e computadores e com aparência totalmente diferente: está bem pálido, com cabelo mais escuro e espinhado, bigode e cavanhaque e aparenta estar muito doente. Eles se sentam para conversar numa mesa de xadrez e Bond diz que seu nome foi mencionado em uma reunião da SPECTRE em Roma e lhe mostra o anel com a marca da organização; 007 descobre que ele foi envenenado com tálio para morrer lentamente pela própria organização que servia, como vingança por te-la deixado; desiludido e querendo abreviar seu sofrimento, White se mata com um tiro na boca na frente do espião, não sem antes revelar que sua filha, Madeleine Swann, uma médica, conhecia o segredo que poderia levá-lo ao encalço de Blofeld e do quartel-general da SPECTRE, se Bond protegesse sua vida.